# منتخب جزر العذراء الأمريكية لكأس ديفيز
منتخب جزر العذراء الأمريكية لكأس ديفيز (بالإنجليزية: U.S. Virgin Islands Davis Cup team)‏ هو ممثل جزر العذراء الأمريكية الرسمي في كرة المضرب في كأس ديفيز. تأسس في 1998.